# Propithecus diadema
El sifaca diademado o de diadema (Propithecus diadema) es una especie de  primate estrepsirrino de la familia Indriidae catalogado como "en peligro", que habita en la selva lluviosa del este de Madagascar. El sifaca diademado es una de las especies de lémures más grandes del mundo.

## Galería

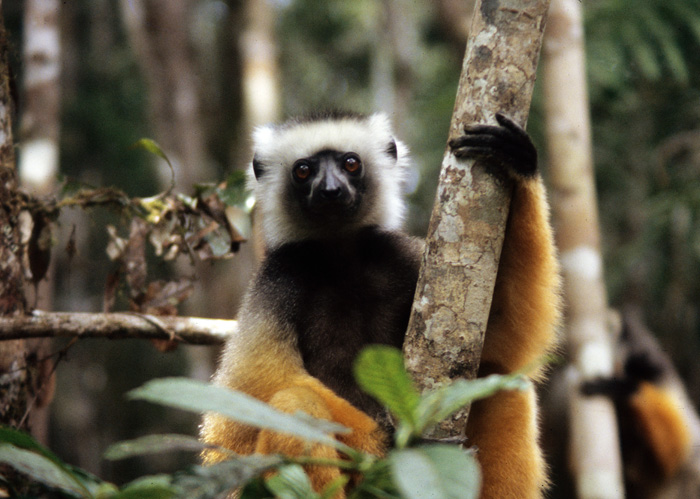
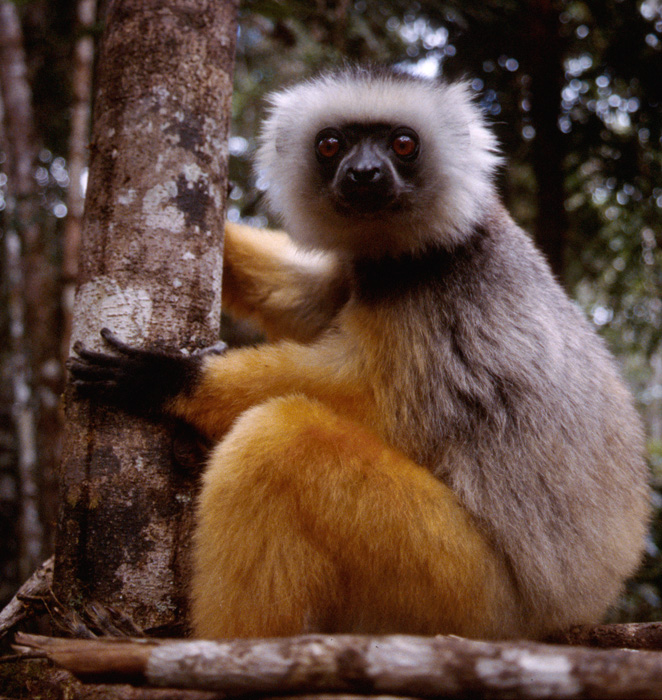
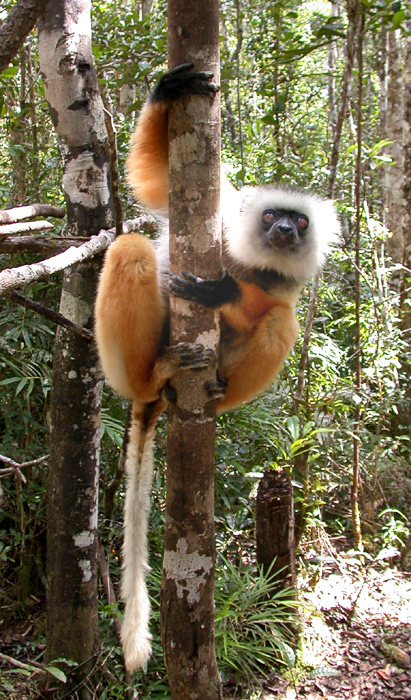